# 舞木町 (郡山市)
舞木町（もうぎまち）は、福島県郡山市の大字である。郵便番号は963-0661。

## 地理
郡山市役所本庁所管の行政区である旧郡山地区に属する。田村郡三春町上舞木の一部が郡山市に編入された歴史を持つため、南側で白岩町と隣接する以外はすべて三春町域に囲まれており、西側で下舞木、東側で上舞木とそれぞれ隣接する。また下舞木を挟み南西側の市町境上に当域の飛地（字別所）が存在し、阿久津町、下白岩町の飛地と隣接する。概ね市町村制施行以前の田村郡上舞木村の流れを汲む地域のうち西側部分である。市内東部の一級水系阿武隈川水系桜川流域の一角を主な範囲とする。丘陵地が広がる地形であり、東西に横断する桜川に沿う川沿いのわずかな低地に水田があり、南側に隣接する段丘上にJR舞木駅周辺の市街地が位置する。南西部の字四合田周辺にも高台が造成された住宅地が広がる。緑ケ丘東に所在する郡山警察署東部駐在所、および堂前町に所在する郡山消防署本署がそれぞれ管轄にあたる。

### 河川・湖沼
一級水系阿武隈川水系
- 桜川

### 主な字
字
- 吉池
- 宮田
- 宮久保
- 中木田
- 竹下

- 竹野花向
- 大木
- 後田
- 石神
- 池田

## 歴史
- 1879年1月27日 -福島県内における郡区町村制の施行により、旧守山藩領上舞木村が田村郡の村となる。
- 1889年4月1日 - 町村制の施行により上舞木村が周辺11村と合併し田村郡巌江村が発足する。旧上舞木村域は巌江村の大字となる。
- 1955年11月15日 - 大字上舞木の一部が横川、白岩、下白岩、阿久津、安原と共に三春町から郡山市に分離、編入され、郡山市の大字となる。

### 町名の由来
「直毘神社の境内に巨大なクヌギの神木があったが、これが作物に影響するので切り倒すことになったが、『四方木（よもぎ）の悪計』によって切り倒されようとした。そこに一陣の風が起こってさしもの大木が天高く飛び、北方をさして飛び舞い落ちた。そこが舞木となった」とあり
橡の大木の日陰になって作物が実らず、斧で伐採しようとしたが、翌朝になると切口が元通りになって切り倒せなかった。『ヨモギの悪だくみ』によると橡は魔力を持っているので木端を毎日燃やして刈り進めば倒せるだろうと教えられ、七日七夜で伐り倒すことができた。以後この付近を舞木と名付けたという内容の伝説が収録されている
櫟も切り倒そうとしたが元と変わりがないので「草類ノ一種ナル『ヨモギ』得タリ此ノ時、櫟ハ鳥ノ舞ウガ如ク高ク昇リ梢ニアリテ地ニ落ちチタル」と表現されている。

## 世帯数と人口
2024年1月1日現在の世帯数と人口は以下の通りである。
| 大字   | 世帯数  | 人口  |
| ------ | ------- | ----- |
| 舞木町 | 508世帯 | 984人 |

## 小・中学校の学区
市立小・中学校に通う場合、学区は以下の通りとなる。
| 番地 | 小学校             | 中学校                 |
| ---- | ------------------ | ---------------------- |
| 全域 | 郡山市立白岩小学校 | 郡山市立郡山第二中学校 |

## 交通

### 鉄道
- 東日本旅客鉄道
  - ■ 磐越東線
    - 舞木駅

### 路線バス
- 福島交通
  - 船引線
  - 三春線

### 道路
一般国道
- 国道288号

一般県道
- 福島県道298号阿久津舞木停車場線

市町村道
- 二級市道167号下白岩舞木線

## 名所・旧跡
- 子安地蔵堂

## 施設

### 集会施設
- 舞木町集会所
- 下舞木集会所

### 郵便局
- 舞木郵便局

### その他
- 舞木ドライブイン - テレビドラマ『孤独のグルメ』Season9の9話に登場した[9]。
- 郡山せいわ園 - 救護施設